# Samarinești
Samarinești est une commune roumaine située dans le județ de Gorj.